# Intento de golpe de Estado en Argentina del 28 de septiembre de 1951
El Intento de golpe de Estado del 28 de septiembre de 1951 ocurrió en la Argentina cuando efectivos del Ejército, la Marina y la Aeronáutica al mando del general retirado Benjamín Menéndez intentaron derrocar al gobierno del presidente Juan Domingo Perón. En su breve proclama, los rebeldes acusaban al gobierno de haber llevado la Nación a “una quiebra total de su crédito interno y externo, tanto en lo moral y espiritual como en lo material”. Las restricciones a las libertades cívicas y a la acción de los opositores, la reforma constitucional que permitía la reelección del presidente, así como las medidas de politización de las fuerzas armadas parecen haber influido en los militares adherentes al movimiento.
Los efectivos rebeldes encontraron la resistencia —tanto activa como encubierta— de los suboficiales a cargo de los tanques de la fuerza inicial y les faltó el apoyo de unidades con las que pensaban contar, por lo que al cabo de medio día se rindieron a las fuerzas leales.

## Antecedentes
Las modificaciones introducidas por la reforma constitucional de 1949 marcaron una nueva etapa del gobierno de Perón y afectaron tanto las relaciones con los opositores como con las fuerzas armadas al fortalecer tendencias hegemónicas del gobierno y del Partido Peronista. La nueva ley electoral que limitó los derechos de nuevos partidos y prohibió las coaliciones, así como las medidas para controlar la prensa como, por ejemplo, la acción de la Comisión Visca y la expropiación del diario La Prensa convencieron a varios dirigentes de la oposición de que Perón solamente dejaría el gobierno por la fuerza, posición que encontró cierto eco en oficiales retirados como el general Benjamín A. Menéndez.
En sus primeros años Perón había tratado de granjearse la adhesión de los militares. En sus frecuentes visitas a los establecimientos de ese carácter destacaba en sus discursos los estrechos lazos que unían al pueblo y al ejército argentinos. También levantó trabas para su participación en política y se permitió que los militares se postularan como candidatos a cargos electivos —si bien requerían la aprobación del Ministro del ramo— y computaban el tiempo durante el que ejercieran esos cargos como antigüedad a los fines de sus ascensos. Para todos los niveles a partir del grado de teniente primero se redujo el tiempo mínimo en que estaban en condiciones de ascender al grado superior y, al mismo tiempo, se amplió el período que un oficial podía estar sin ascender antes de tener obligación de retirarse.[cita requerida]

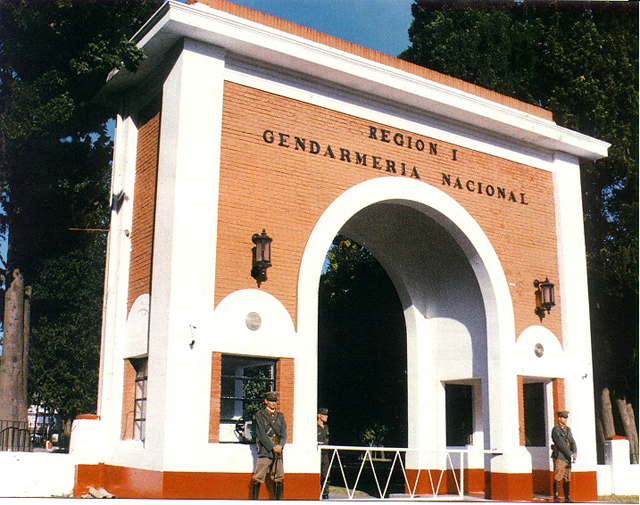
Una de las entradas de Campo de Mayo

Los suboficiales vieron mejorar los alojamientos que se les proporcionaba, se hicieron barrios destinados a los mismos y sus familias en las cercanías de las unidades militares, se otorgaron préstamos para ellos y becas para sus hijos, facilitándoles asimismo el acceso de estos a la carrera militar de oficial, lo que se reflejó en su creciente adhesión política a Perón pero, al mismo tiempo, parece haber sido un factor de irritación en algunos oficiales que veían invadidos sus privilegios.[cita requerida]

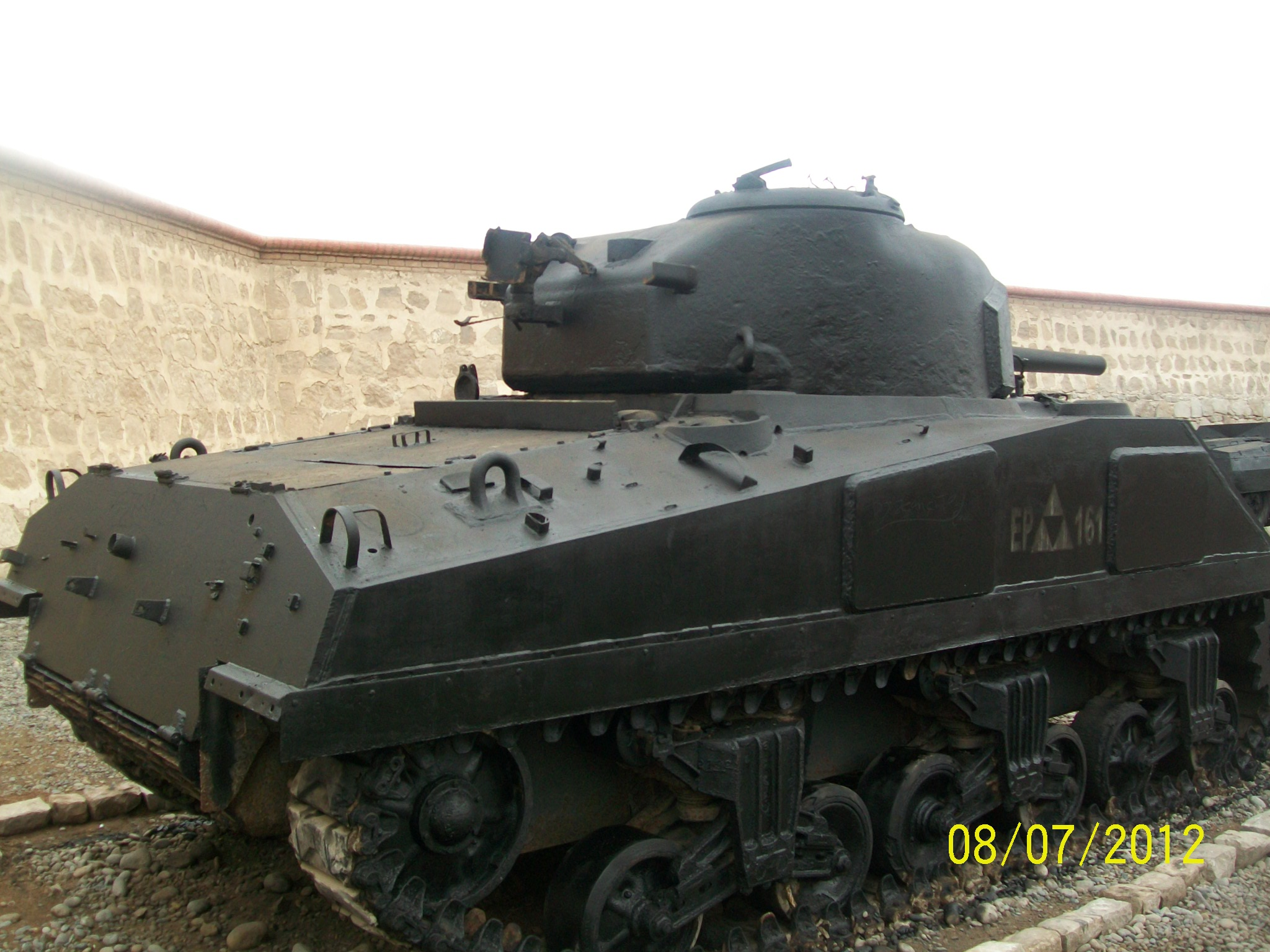
Tanque Sherman similar a los existentes en Campo de Mayo

## Los preparativos
Fue justamente en la Escuela Superior de Guerra donde surgió un grupo conspirativo para destituir al gobierno y buscaron como líder al único militar no oficialista con mando de tropas, esto es a Lonardi que estaba como comandante del Primer Cuerpo de Ejército, nunca había intervenido en política y gozaba de prestigio entre sus camaradas.
Los historiadores Alain Rouquié y Robert A. Potash hablan sobre dos conspiraciones paralelas en marcha para derrocar a Perón en tanto Félix Luna manifiesta su disidencia y afirma que “en realidad…había una sola conspiración en 1951. O mejor dicho, un estado de virtual alzamiento en algunos sectores del Ejército que sólo necesitaba un jefe para materializarse.”

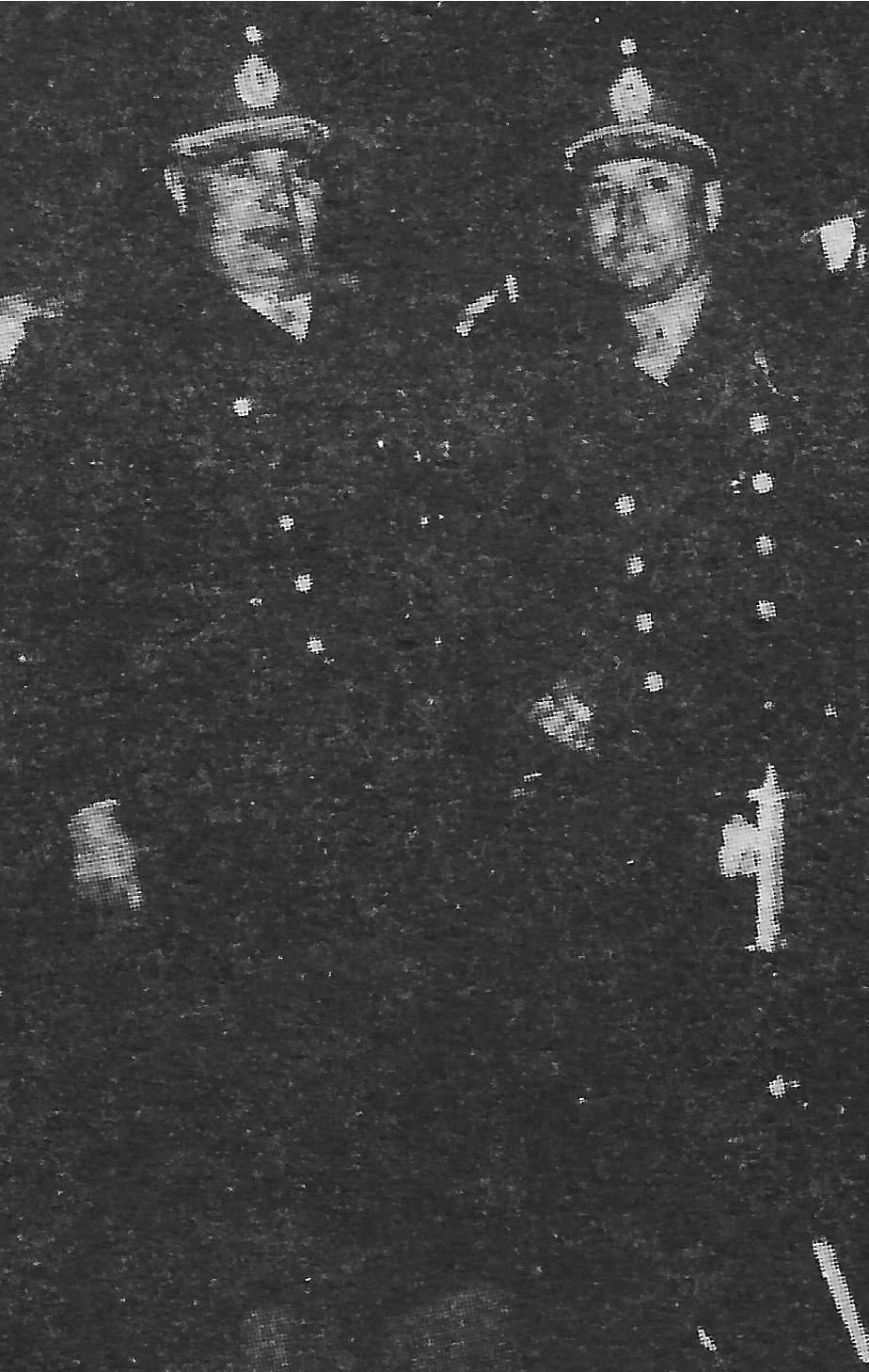
El ministro de Ejército teniente general Franklin Lucero (der.) junto a José Domingo Molina Gómez (izq.)

Menéndez y Lonardi tuvieron dos reuniones secretas en agosto de 1951 donde se explicitaron sus desacuerdos. Mientras el primero quería actuar ya, aprovechando que la situación económica había empeorado y que habían surgido conflictos gremiales importantes, Lonardi pensaba que el momento no había madurado lo suficiente. Por otra parte, Lonardi estaba por un programa gubernativo que preservara las leyes sociales y Menéndez proponía una dictadura provisional y la abolición de la reforma de 1949, pero fundamentalmente lo que los separaba era —en palabras de Potash con las que coincide Luna— “la dignidad personal, el orgullo y la ambición”.
Viendo un momento político favorable Menéndez dio la orden de desencadenar el golpe el 28 de septiembre aprovechando dos circunstancias: el regimiento de tanques con asiento en Magdalena —que se sabía leal al gobierno— estaría en maniobras lejos de su unidad, en tanto la fuerza aeronaval de Punta Indio que se rebelaría, también estaría en etapa de maniobras, esto es lista para desplegarse. Lonardi —que harto de las directivas políticas de su ministro había pedido su retiro, que le fue aceptado de inmediato— decidió no adherir al golpe pero dejó en libertad a sus seguidores, parte de los cuales apoyaron el mismo. El plan revolucionario era audaz: apoderarse de los tanques de Campo de Mayo, ir al Colegio Militar de la Nación que ya estaría sublevado y con las fuerzas sumadas unirse a los efectivos de La Tablada que previamente habrían ocupado la base aérea de Morón donde descenderían los aviones Gloster Meteor que vendrían desde Tandil para apoyarlos. Estos aviones, más los ubicados en Punta Indio, si fuera necesario bombardearían los otros aeropuertos cercanos a Buenos Aires y la Casa de Gobierno mientras la columna terrestre avanzaba sobre la Capital Federal.

## Ejecución del golpe

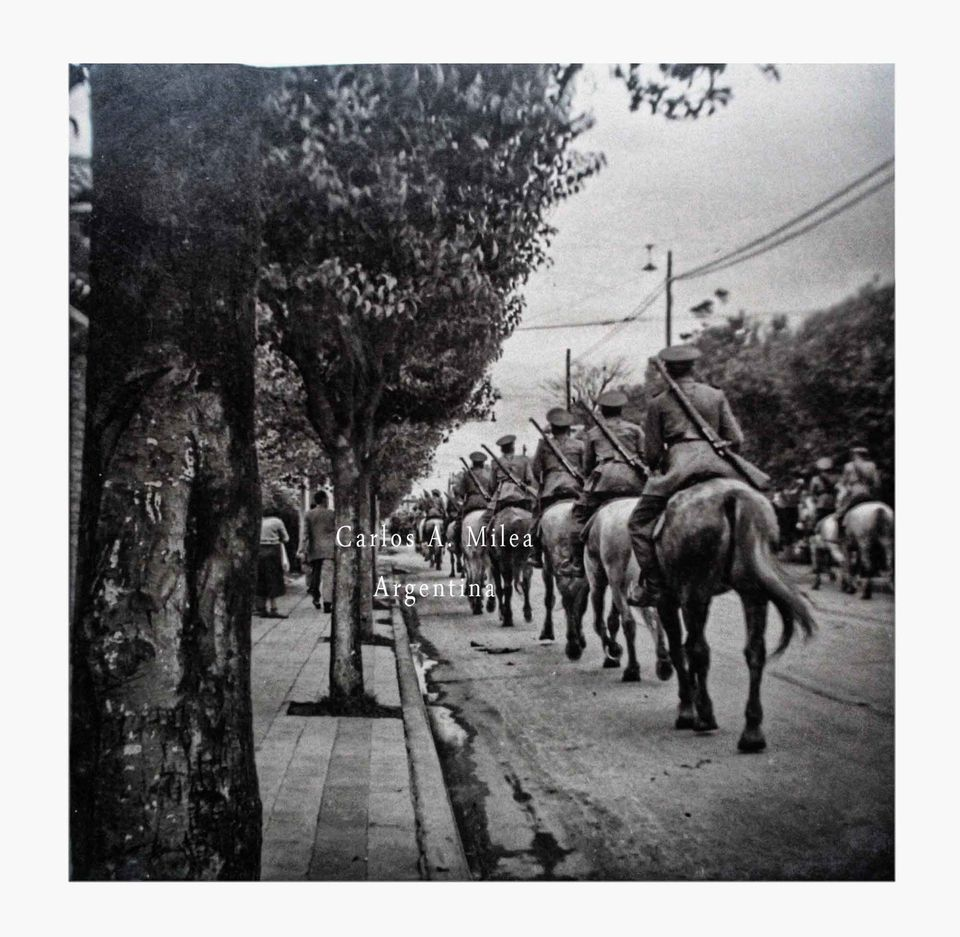
La Columna pasando por Haedo

En la madrugada del día 28, el capitán Alejandro Agustín Lanusse con efectivos de la Escuela de Equitación de Campo de Mayo se apoderó de la puerta número 8 del mismo y por ella ingresaron Menéndez y su estado mayor. Desde allí fueron a la Escuela de Caballería que había sido sublevada por el capitán Víctor Salas y luego al Regimiento C-8 en el cual, cuando eran ya las 7 de la mañana, encontró que no había combustible para movilizar los tanques. A todo esto llegó el jefe del C-8 teniente coronel Julio Cáceres que recibió el apoyo de los suboficiales, produciéndose un tiroteo en el cual cayó muerto el cabo Miguel Farina pero finalmente los sublevados dominaron la situación. De los treinta tanques, sólo pudieron movilizar a siete —probablemente por sabotaje de los suboficiales— pero antes de llegar a la salida otros cinco tuvieron desperfectos y debieron ser abandonados, por lo que en definitiva la columna golpista partió al mando del general Menéndez con dos tanques Sherman, tres unidades blindadas y 200 efectivos a caballo.
La columna se dirigió al Colegio Militar de la Nación ubicado en la localidad de El Palomar a una hora de camino pero si bien no fueron reprimidos por sus efectivos, tampoco recibieron el apoyo que esperaban de sus autoridades y Menéndez ordenó seguir viaje hacia el punto de encuentro acordado con el destacamento mecanizado de La Tablada que presumía todavía sublevado pero hacia las tres de la tarde se enteró de que ante la movilización de tropas leales que había realizado el comandante en jefe del ejército general Ángel Solari, aquel se había rendido. Menéndez junto con algunos de sus oficiales volvió al Colegio Militar entregándose detenidos.

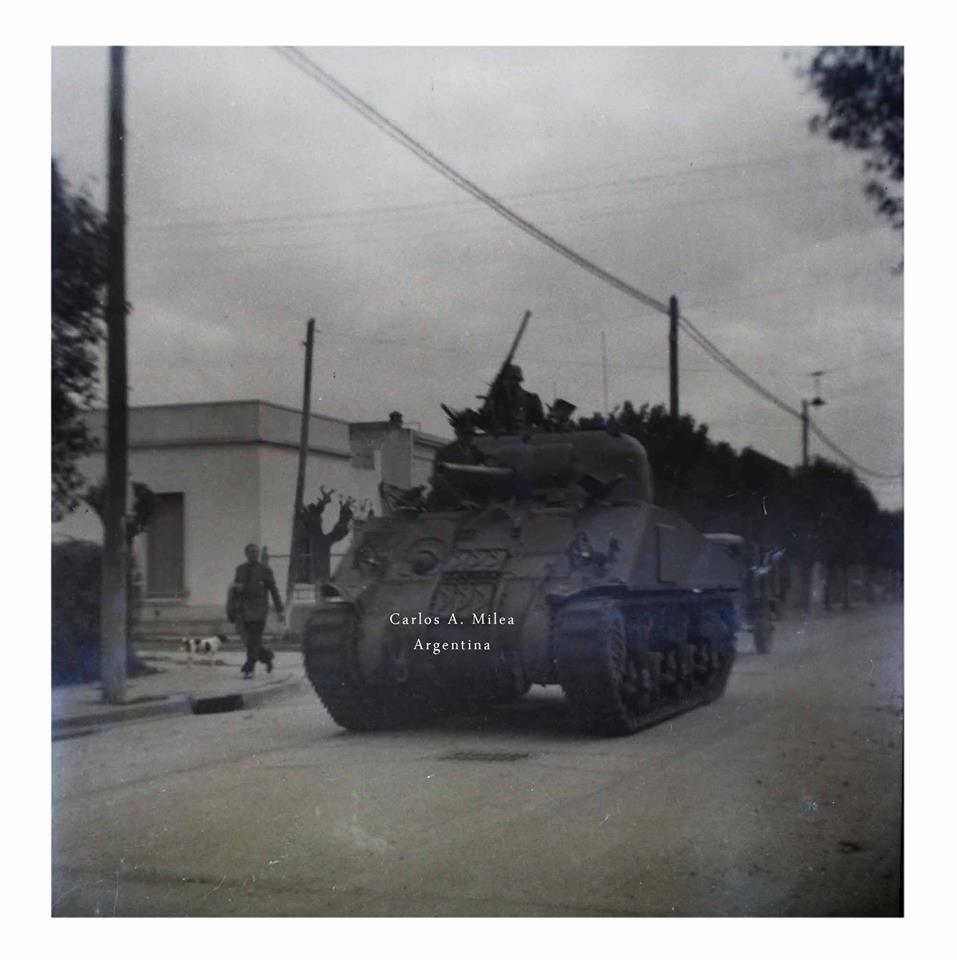
Tanque en su viaje de El Palomar a Tablada, pasando por Haedo.

Mientras tanto la escuadra aeronaval y la Base Aeronaval Punta Indio, que se habían sublevado, impedían que despegaran aviones desde Buenos Aires. El presidente decretó el estado de guerra interno y la CGT dispuso un paro general por 24 horas al mismo tiempo que, a su convocatoria, una multitud concurrió a la Plaza de Mayo donde Perón les dirigió algunas palabras desde el balcón de la Casa Rosada. Una escuadrilla de 20 aviones estaba próxima a despegar desde Punta Indio dispuesta bombardear la Casa de Gobierno, pero advertido de la presencia de los manifestantes, su comandante Baroja para evitar una masacre abortó la operación en momentos que ya se acercaban a la base unidades motorizadas desde La Plata. Lo cierto es que de nada valía el dominio del aire por los rebeldes si carecían de fuerzas terrestres. Poco después Baroja escapaba en su avión a Montevideo asumiendo la total responsabilidad por los actos de quienes estuvieron a su mando.

## Consecuencias de la rebelión
El día 29 renunciaron los ministros de Aeronáutica César Ojeda y de Marina, Enrique B. García, que fueron inmediatamente reemplazados. El cabo Farina fue sepultado con todos los honores y el jefe insurrecto y sus más inmediatos colaboradores detenidos fueron enjuiciados de inmediato y recibieron penas de prisión:
- Benjamín Menéndez: 15 años de prisión.
- Rodolfo Larcher, Agustín Pío de Elía y Armando Repetto: 6 años de prisión.
- Julio Rodolfo Alsogaray: 5 años de prisión.
- Luis Carlos Busetti, Anacleto Losa y Julio Costa Paz: 4 años de prisión.
- Manuel Reimúndez: 3 años de prisión.

Un total de 111 oficiales de las tres armas recibieron penas de cárcel y otros 66 a los que no se pudo detener para juzgar se les dio de baja. Otros recibieron sanciones administrativas, por lo que el total de oficiales a los que se les cortó la carrera militar fue alrededor de 200. Los condenados a prisión fueron trasladados a cárceles de presos comunes —no al penal militar— y tratados ni mejor ni peor que estos.
Algunos diarios y políticos oficialistas clamaban porque se aplicaran penas más severas —inclusive la pena de muerte— pero Perón no hizo nada al respecto. En cambio, aprovechó para depurar las fuerzas armadas desprendiéndose mediante su retiro de oficiales que nada tenían que ver con la rebelión, como fue el caso de los generales Arturo Rawson y Ángel Solari. Fueron pasados a retiro 3 generales de división, 9 generales de brigada y 8 almirantes.
Félix Luna sintetiza así las consecuencias políticas:

Menéndez había logrado lo que Perón no se había atrevido a hacer…el presidente podía descansar en un Ejército, una Marina y una Aeronáutica que se habían descargado de todos los factores que pudieran impedir los planes políticos que las involucraban. (…) El aplastamiento sin sangre de la intentona de Menéndez (…) desvaneció las ilusiones que muchos políticos habían acariciado sobre un rápido derrocamiento.